# Electric Tears
Electric Tears (en español, lágrimas eléctricas) es el segundo álbum acústico que saca el guitarrista y compositor Buckethead, el primero fue Colma y es su noveno álbum de estudio.

## Canciones
1. All In The Waiting – 3:44
2. Sketches of Spain (For Miles) – 4:04
3. Padmasana – 11:39
4. Mustang – 5:38
5. The Way To Heaven – 5:50
6. Baptism of Solitude – 6:10
7. Kansas Storm – 5:33
8. Datura – 5:38
9. Mantaray – 4:11
10. Witches On The Heath – 2:41
11. Angel Monster – 5:07
12. Electric Tears – 5:32
13. Spell of The Gypsies – 5:12

## Créditos
- Producido por: Buckethead y Janet Rienstra
- Escrito, Compuesto y Arreglado por Buckethead
- Asistente de Producción: Dom Camardella
- Asistido por: Adam Camardella en el Santa Barbara Sound Design
- Masterizado por Robert Hadley y Dom Camardella en el Mastering Lab, Los Ángeles, California
- Arte y Diseño por: Russell Mills
- Asistente de Diseño: Michael Webster
- Soporte en Meta: Bella Rienstra
- Concepto por: Janet Rienstra.
- Publicidad: Katella Music/BMI

- Todas las canciones son de Buckethead menos "Sketches of Spain" escrita por Joaquín Rodrigo para su "Concierto de Aranjuez"